# Massimo Scolari
Massimo Scolari (Novi Ligure, 31 marzo 1943) è un architetto, pittore e designer italiano.
Si laurea in Architettura a Milano nel 1969, nello stesso anno entra nella redazione della rivista Controspazio e diventa assistente di Aldo Rossi al Politecnico di Milano. Ha diretto la collana di architettura della FrancoAngeli dal 1973 al 1988, è stato redattore di Lotus International e Casabella. Dal 1989 al 1995 ha diretto la rivista di arti letteratura e musica Eidos.
"Visiting professor" nelle maggiori università americane ed europee tra le quali: Cornell University, Cooper Union, New York, Institute for Architecture and Urban Studies, New York, Technische Universität (Vienna), Harvard University, Royal College of Art (Londra). Dal 2006 è Davenport Visiting Professor alla Yale School of Architecture (Università Yale). Dal 1989 al 2010 ha progettato mobili per la Giorgetti, di cui è stato anche direttore artistico fino al 2001. Il suo lavoro di pittore è stato esposto in numerose mostre personali e collettive, in Europa, Giappone, Russia e Stati Uniti.
Le sue opere sono nelle collezioni permanenti del MoMA (New York), del Teheran Museum of Contemporary Art, del Deutsches Architektur Museum (Francoforte) e del Centre Pompidou (Parigi). Ha realizzato installazioni alla Biennale di Venezia 1980, 1984, 1991, 1996, 2004 e alla Triennale di Milano 1973 e 1986.
I suoi studi sulla rappresentazione sono stati pubblicati da Marsilio in "Il disegno obliquo" (2005) e tradotti in inglese da MIT Press (2012). Nel 2007 in occasione della personale al Museo Riva del Garda è stato pubblicato da Skira il libro Scolari, ampliato e tradotto in inglese con il titolo Massimo Scolari: The Representation of Architecture in occasione della sua personale alla Yale School of Architecture, New Haven (febbraio 2012) alla Cooper Union di New York (ottobre 2012).
Nel 2014 riceve l'Arnold W. Brunner Memorial Prize in Architecture, assegnato dall'American Academy of Arts and Letters di New York.

## Scritti
- Il disegno obliquo. Una storia dell’antiprospettiva. (introduzione di James Sloss Ackerman), Marsilio, Venezia, 2005, ISBN 978-88-317-8617-1